# Монтепарано
Монтепарано (итал. Monteparano) је насеље у Италији у округу Таранто, региону Апулија.
Према процени из 2011. у насељу је живело 2263 становника. Насеље се налази на надморској висини од 129 м.

## Становништво
Према резултатима пописа становништва 2011. у општини је живело 2.395 становника.
| 1931. | 1936. | 1951. | 1961. | 1971. | 1981. | 1991. | 2001. | 2011. |
| ----- | ----- | ----- | ----- | ----- | ----- | ----- | ----- | ----- |
| 2.124 | 2.314 | 2.728 | 2.648 | 2.277 | 2.350 | 2.551 | 2.411 | 2.395 |